# John Alcock (aviatore)
John William Alcock (Old Trafford, 5 novembre 1892 – Cote d'Everard, 18 dicembre 1919) è stato un aviatore e militare britannico, capitano della Royal Air Force (RAF) insignito del titolo di Sir e decorato con l'Ordine dell'Impero Britannico e la Distinguished Service Cross.

## Biografia
Si ricorda per essere protagonista, assieme al navigatore tenente Arthur Whitten Brown, del primo volo transatlantico senza scalo che, nel giugno 1919, decollando da Saint John's, nel Canada, raggiunse Clifden, piccolo centro nella costa occidentale dell'Irlanda.
Il 18 dicembre 1919, Alcock stava pilotando un nuovo aereo anfibio Vickers, il Vickers Viking, alla prima esposizione aeronautica del dopoguerra a Parigi quando si schiantò nella nebbia a Cottévrard, vicino a Rouen, in Normandia. Alcock riportò la frattura del cranio e non riprese mai conoscenza dopo essere stato trasferito all'ospedale di Rouen. Morì per le ferite riportate il giorno seguente.